# Saint-Cassin
Pour les articles homonymes, voir Cassin.
Cet article possède un paronyme, voir Saint-Cassien.
Saint-Cassin est une commune française située dans le département de la Savoie, en région Auvergne-Rhône-Alpes.

## Géographie

### Situation
La commune de Saint-Cassin est située dans le département de la Savoie. Elle relève du canton de Cognin (commune distante de 2 km du chef-lieu) et de l'arrondissement de Chambéry (commune distante de 4 km). Le chef-lieu culmine à 480 m d'altitude et sa superficie est d'environ 15 km2.

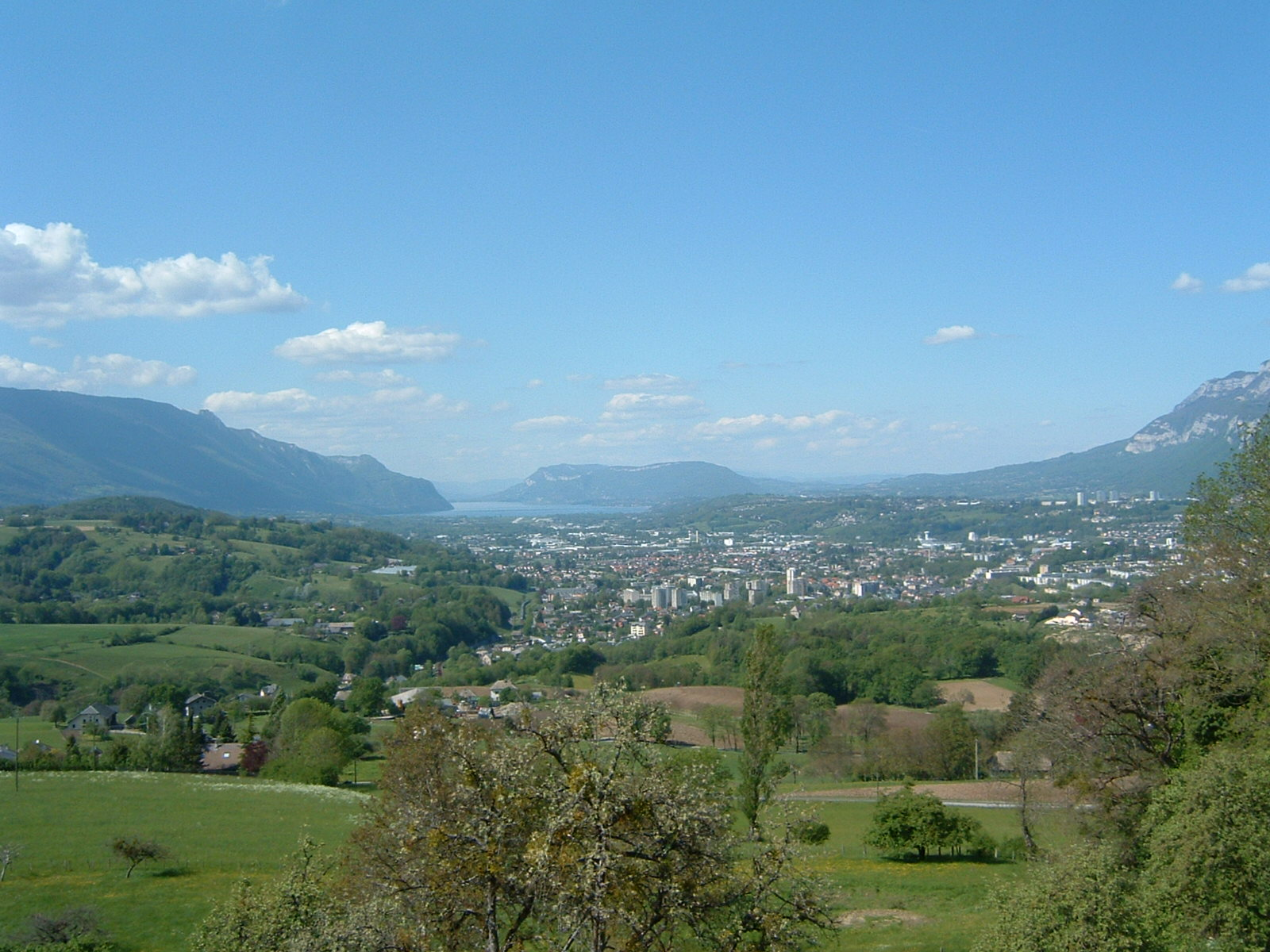
Vue depuis le chef-lieu de Saint-Cassin.

### Transports
La gare de Saint-Cassin-la-Cascade n'est plus utilisée que comme gare d'évitement sur la voie unique de la ligne de Saint-André-le-Gaz à Chambéry.

## Urbanisme

### Typologie
Au 1er janvier 2024, Saint-Cassin est catégorisée commune rurale à habitat dispersé, selon la nouvelle grille communale de densité à sept niveaux définie par l'Insee en 2022.
Elle appartient à l'unité urbaine de Chambéry, une agglomération intra-départementale regroupant 35  communes, dont elle est une commune de la banlieue,,. Par ailleurs la commune fait partie de l'aire d'attraction de Chambéry, dont elle est une commune de la couronne,. Cette aire, qui regroupe 115 communes, est catégorisée dans les aires de 200 000 à moins de 700 000 habitants,.

### Occupation des sols
L'occupation des sols de la commune, telle qu'elle ressort de la base de données européenne d’occupation biophysique des sols Corine Land Cover (CLC), est marquée par l'importance des forêts et milieux semi-naturels (77,4 % en 2018), en diminution par rapport à 1990 (81,6 %). La répartition détaillée en 2018 est la suivante : 
forêts (75,5 %), prairies (15,8 %), zones agricoles hétérogènes (6,8 %), espaces ouverts, sans ou avec peu de végétation (1,8 %).
L'IGN met par ailleurs à disposition un outil en ligne permettant de comparer l’évolution dans le temps de l’occupation des sols de la commune (ou de territoires à des échelles différentes). Plusieurs époques sont accessibles sous forme de cartes ou photos aériennes : la carte de Cassini (XVIIIe siècle), la carte d'état-major (1820-1866) et la période actuelle (1950 à aujourd'hui).

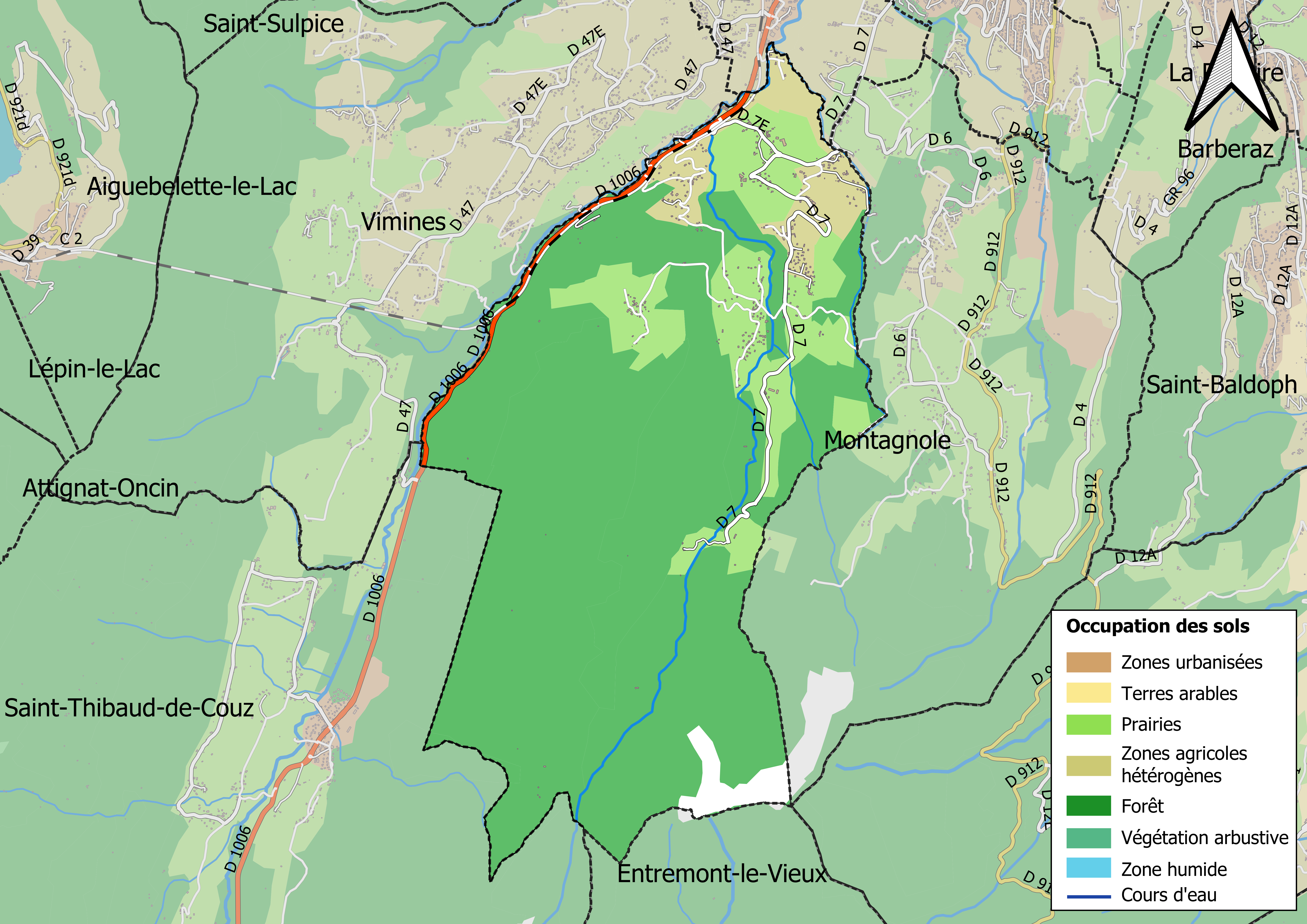
Carte des infrastructures et de l'occupation des sols en 2018 (CLC) de la commune.
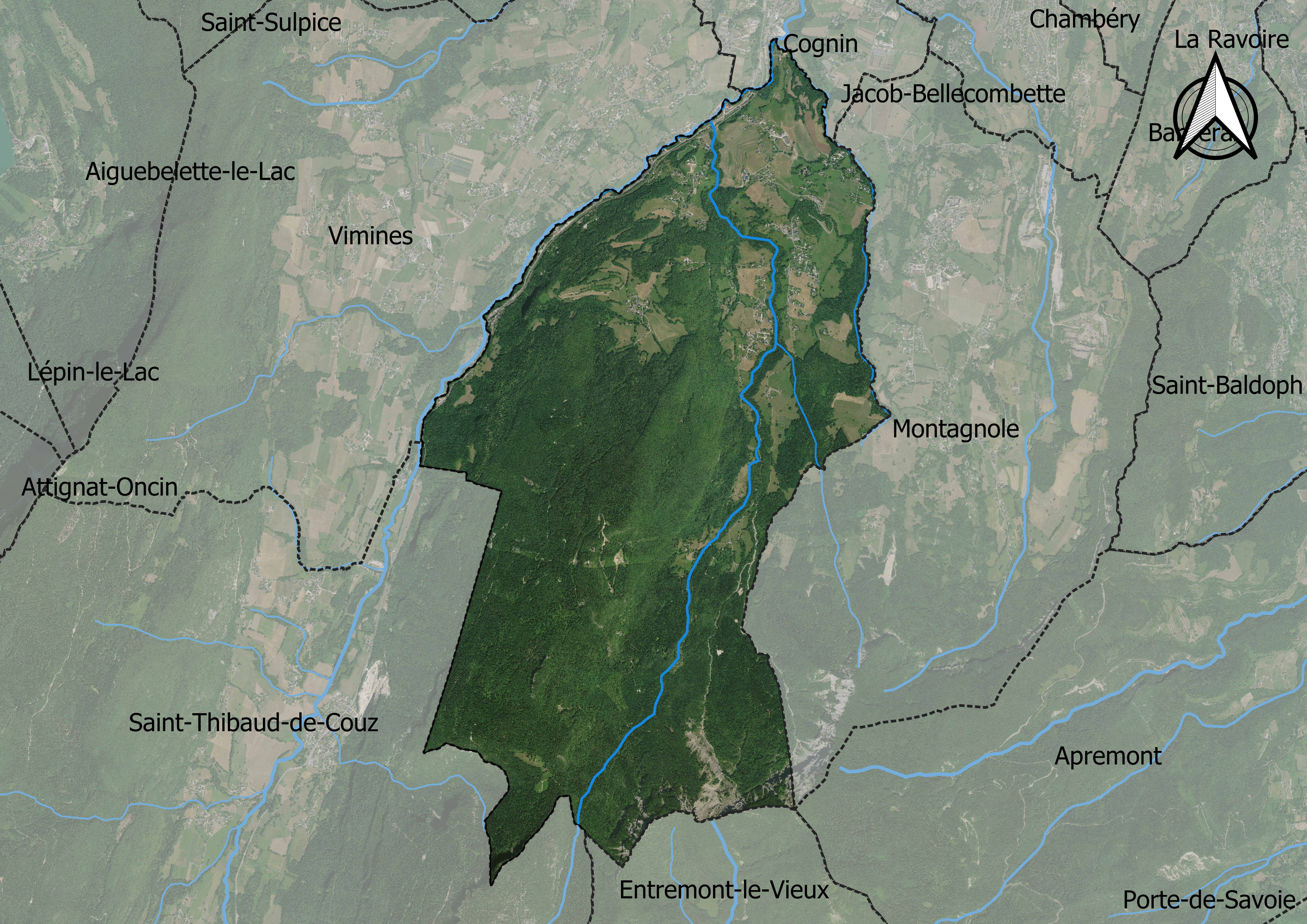
Carte orthophotogrammétrique de la commune.

## Toponymie
La paroisse est plutôt ancienne. Un castrum beati Cassiani est mentionné au XIe siècle. Saint-Cassin est un hagiotoponyme. Selon l'ouvrage Histoire des communes savoyardes (1982), est une « forme abrégée de saint Cassien, martyr d'Imola en Emilie au IVe siècle ». Une autre hypothèse donnerait une référence à Jean Cassien, un théologien du Ve siècle, qui a aussi donné son nom à d'autres villages français en Isère, Dordogne, Vienne et à un lac dans le Var[réf. nécessaire].
Par ailleurs, en 1793, pendant la période d'occupation par les troupes révolutionnaires françaises, la commune est renommée les Bocages dans le cadre de la déchristianisation.
En francoprovençal, le nom de la commune s'écrit Sè Kossin, selon la graphie de Conflans.

## Histoire
La découverte de pièces de monnaie et de tombes gallo-romaines indique un peuplement précoce de l’agglomération.
Les origines de Saint-Cassin remontent au Haut Moyen Âge, lorsque le lieu a été mentionné pour la première fois, en 1016, sous le nom de Castrum Beati Cassiani. Vers 1100 apparaît également une paroisse de Sancti Cassiani dont on donne Jean-Baptiste  comme saint patron à partir de 1458 (Ecclesia parrochialis Sancti Johannis de Capela Sancti Cassini Cassini nuncupata).
La petite seigneurie était sécurisée par le château mentionné en 1016 sur une colline de 729 m de haut, d'où l'on pouvait surveiller la vallée de l'Hyère jusqu'à Chambéry. Laissés à l'abandon depuis le XVIe siècle, ses ruines sont connues aujourd'hui sous le nom de Tours de Saint-Claude.
La seigneurie de Saint-Cassin est érigée en comté en 1681.

## Politique et administration

### Administration municipale
Le conseil municipal de Saint-Cassin se compose du maire, de quatre adjoints de 10 conseillers municipaux.
Voici ci-dessous le partage des sièges au sein du conseil municipal :

### Tendances politiques et résultats
|                                 | 1er score | 1er score                             | 2e score | 2e score                                                             | Participation |
| Élections européennes de 2014   |           | 26,87 % pour Jean-Marie Le Pen (FN)   |          | 16,79 % pour Renaud Muselier (UMP) 16,79 % pour Vincent Peillon (PS) | 44,48 %       |
| Élections municipales de 2014   |           | 95,83 % pour Philippe Dubonnet (SE)   |          | 94,16 % pour Jean-Claude Pillet (SE)                                 | 60,54 %       |
| Élections législatives de 2012  |           | 53,41 % pour Bernadette Laclais (PS)  |          | 46,59 % pour Christiane Brunet (DVD)                                 | 58,08 %       |
| Élection présidentielle de 2012 |           | 54,68 % pour Nicolas Sarkozy (UMP)    |          | 45,32 % pour François Hollande (PS)                                  | 84,90 %       |
| Élections régionales de 2010    |           | 56,49 % pour Jean-Jack Queyranne (PS) |          | 31,58 % pour Françoise Grossetête (UMP)                              | 52,37 %       |
| Élections cantonales de 2008    |           | 50,71 % pour Paul Chevallier (PS)     |          | 49,29 % pour Lionel Mithieux (MoDem                                  | 49,66 %       |

### Liste des maires
| Période                                  | Période      | Identité          | Étiquette | Qualité                 |
| ---------------------------------------- | ------------ | ----------------- | --------- | ----------------------- |
| aout 1944                                | février 1953 | Roger Berthoud    | ...       | Agriculteur (1914-1992) |
| février 1953                             | janvier 1981 | Roger Mithieux    | ...       | Agriculteur (1913-2008) |
| janvier 1981                             | octobre 1991 | Max Gougou        | ...       | Cadre en entreprise...  |
| octobre 1991                             | juin 1995    | Georges Pillet    | ...       | Cadre en entreprise...  |
| juin 1995                                | mars 2008    | Alain Arnoldi     | ...       | Gérant de société...    |
| mars 2008                                | mars 2014    | Max Gougou        | ...       | Cadre en retraite       |
| mars 2014                                | mars 2020    | Philippe Dubonnet | ...       | Cadre                   |
| mars 2020                                |              | Jocelyne Gougou   | ...       |                         |
| Les données manquantes sont à compléter. |              |                   |           |                         |

## Démographie
Les habitants de la commune sont appelés les Saint-Cassinois.

L'évolution du nombre d'habitants est connue à travers les recensements de la population effectués dans la commune depuis 1793. Pour les communes de moins de 10 000 habitants, une enquête de recensement portant sur toute la population est réalisée tous les cinq ans, les populations de référence des années intermédiaires étant quant à elles estimées par interpolation ou extrapolation. Pour la commune, le premier recensement exhaustif entrant dans le cadre du nouveau dispositif a été réalisé en 2007.

En 2022, la commune comptait 1 009 habitants, en évolution de +23,96 % par rapport à 2016 (Savoie : +3,63 %, France hors Mayotte : +2,11 %).
| 1793 | 1800 | 1806 | 1822 | 1838 | 1848 | 1858 | 1861 | 1866 |
| ---- | ---- | ---- | ---- | ---- | ---- | ---- | ---- | ---- |
| 309  | 307  | 468  | 644  | 669  | 670  | 644  | 618  | 644  |

| 1872 | 1876 | 1881 | 1886 | 1891 | 1896 | 1901 | 1906 | 1911 |
| ---- | ---- | ---- | ---- | ---- | ---- | ---- | ---- | ---- |
| 614  | 634  | 890  | 576  | 542  | 509  | 544  | 540  | 471  |

| 1921 | 1926 | 1931 | 1936 | 1946 | 1954 | 1962 | 1968 | 1975 |
| ---- | ---- | ---- | ---- | ---- | ---- | ---- | ---- | ---- |
| 412  | 423  | 449  | 416  | 430  | 419  | 414  | 415  | 453  |

| 1982 | 1990 | 1999 | 2006 | 2007 | 2012 | 2017 | 2022  | - |
| ---- | ---- | ---- | ---- | ---- | ---- | ---- | ----- | - |
| 538  | 625  | 697  | 756  | 764  | 740  | 838  | 1 009 | - |

## Économie
Le commune fait partie de l'aire géographique de production et transformation du « Bois de Chartreuse », la première AOC de la filière Bois en France,.

## Culture locale et patrimoine

### Lieux et monuments

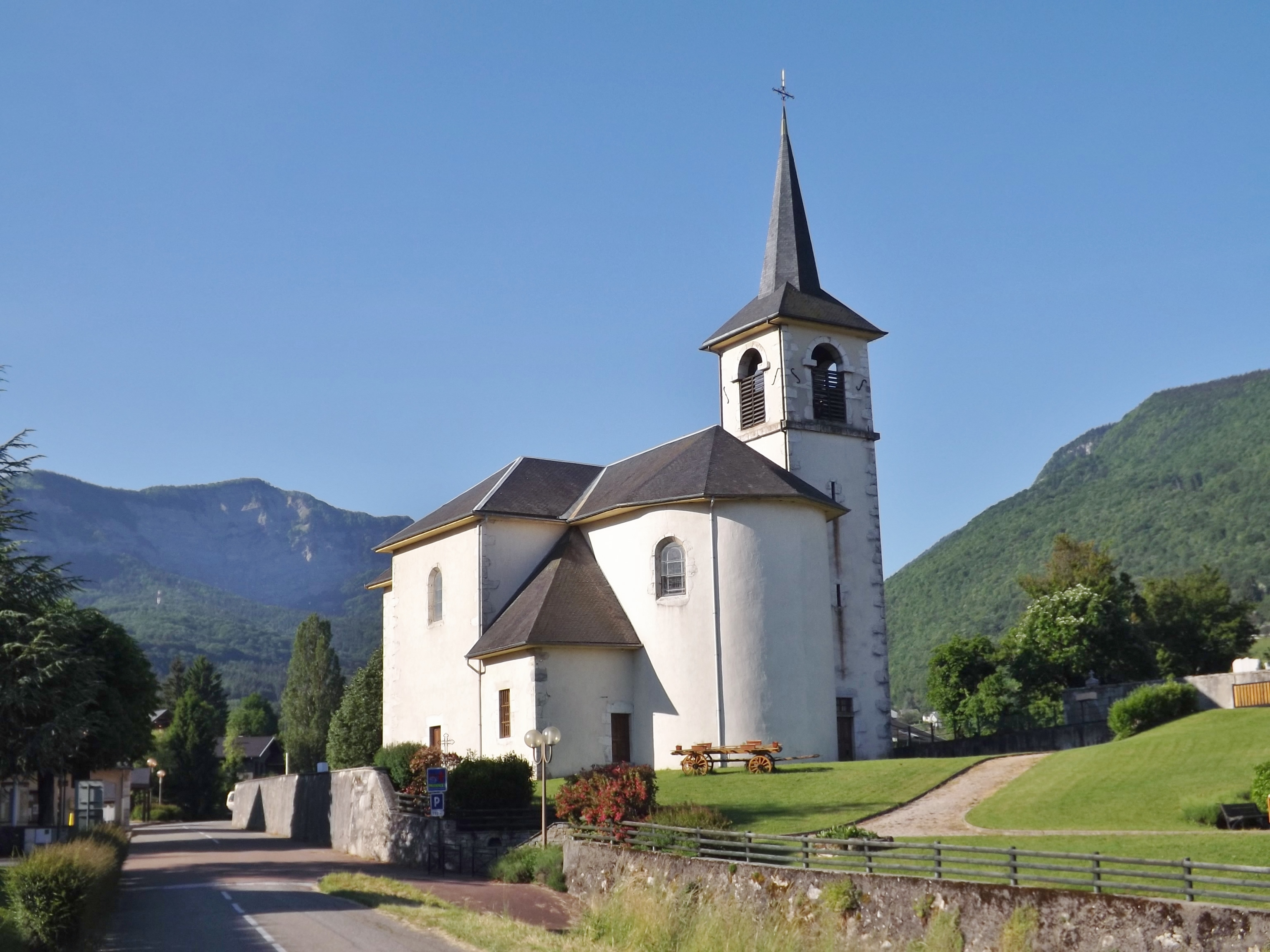
L'église de la commune.

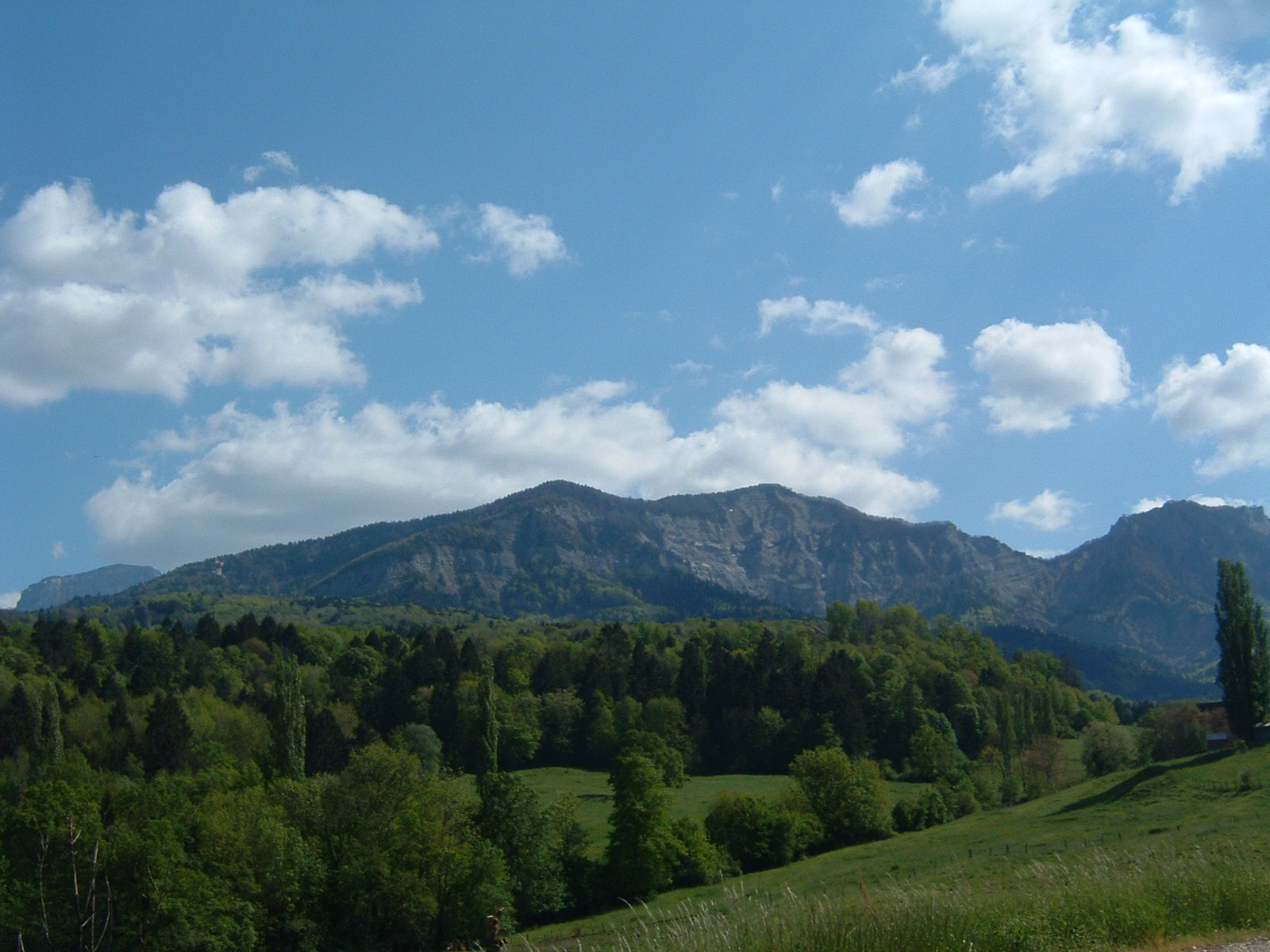
Saint-Cassin.
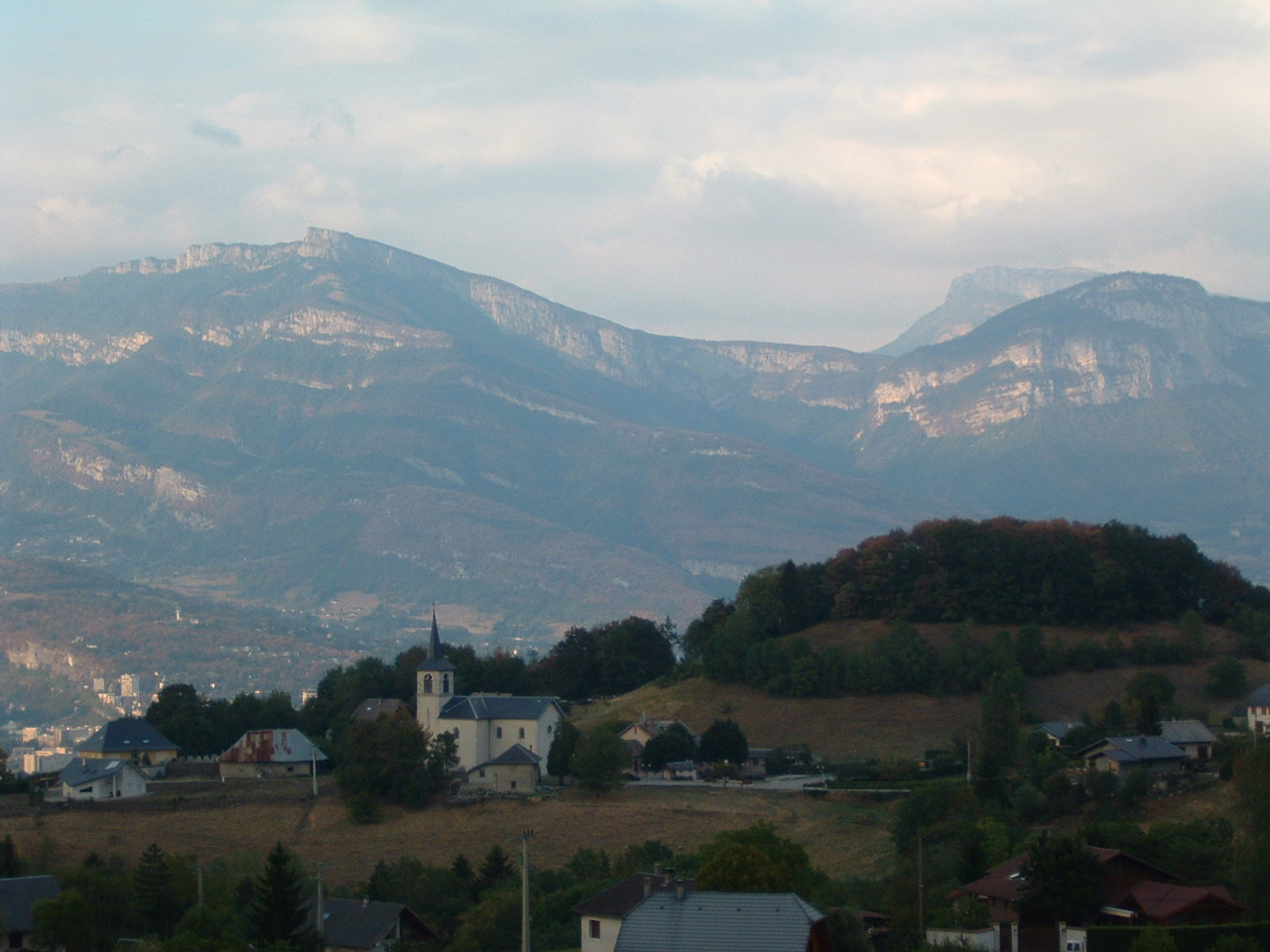
Vue générale de Saint-Cassin.

- Château de Saint-Claude ou Tours Saint-Claude (ruines), mentionné dans la donation de 1014 par le roi Rodolphe III de Bourgogne à sa femme Ermengarde, ayant appartenu aux familles de Saint-Cassin jusqu'au XIIIe siècle avant de passer aux Miolans, puis par mariage aux Seyssel (XIVe siècle), puis les Clermont-Mont-Saint-Jean. Il ne reste de ce château que des fondations, situées au sommet d'une butte occupée depuis l'âge du bronze final. Aimé Bocquet affirme que, à l'époque gauloise, il s'agissait d'un poste de surveillance et de défense important[16].
- Maison-forte dite de Bonnet
- Maison seigneuriale dite Tour de Saint-Cassin
- Mairie-école (1866)
- Monument aux morts (1922)

### Patrimoine naturel
La commune fait partie du parc naturel régional de Chartreuse.
La cascade de Saint-Cassin (ou cascade de Couz) fait chuter d'une cinquantaine de mètres un torrent descendant du hameau de Saint-Claude dans l'Hyères. En période de crue, la cascade se dédouble. Visitée par Lamartine, George Sand ou encore Jean-Jacques Rousseau (« Le chemin passe au pied de la plus belle cascade que je vis de mes jours » écrit-il dans les Confessions), elle attira de nombreux touristes à partir du XIXe siècle et donna son nom à la gare de chemin de fer voisine.

### Cinéma
La cinéaste Richard Delay a tourné une scène de son film « devoir de mémoire » Gloire et Déshonneur au pied de la cascade de Couz, ainsi que plusieurs scènes de Pas de Parole Pas de Pitié dans la forêt domaniale de la Gorgeat.

### Personnalités liées à la commune
- Luigi Federico Menabrea (ou Louis Frédéric Ménabréa), né en 1809 à Chambéry, mort en 1896 à Saint-Cassin. Homme politique italien, ingénieur militaire et mathématicien.